# Plauci Silvà
Plauci Silvà (en llatí Marcus Plautius Silvanus) va ser pretor l'any 24. Va ser famós perquè va tirar a la seva dona Aprònia de dalt a baix per la finestra i la va matar. Va ser acusat de l'assassinat i, anticipant-se a la condemna segura, es va suïcidar.